# Tinodes popovi
Tinodes popovi is een schietmot uit de familie Psychomyiidae. De soort komt voor in het Palearctisch gebied.